# Anemia palmarum
Anemia palmarum là một loài dương xỉ trong họ Anemiaceae. Loài này được Lindm. mô tả khoa học đầu tiên năm 1903.